# Превлака (півострів)

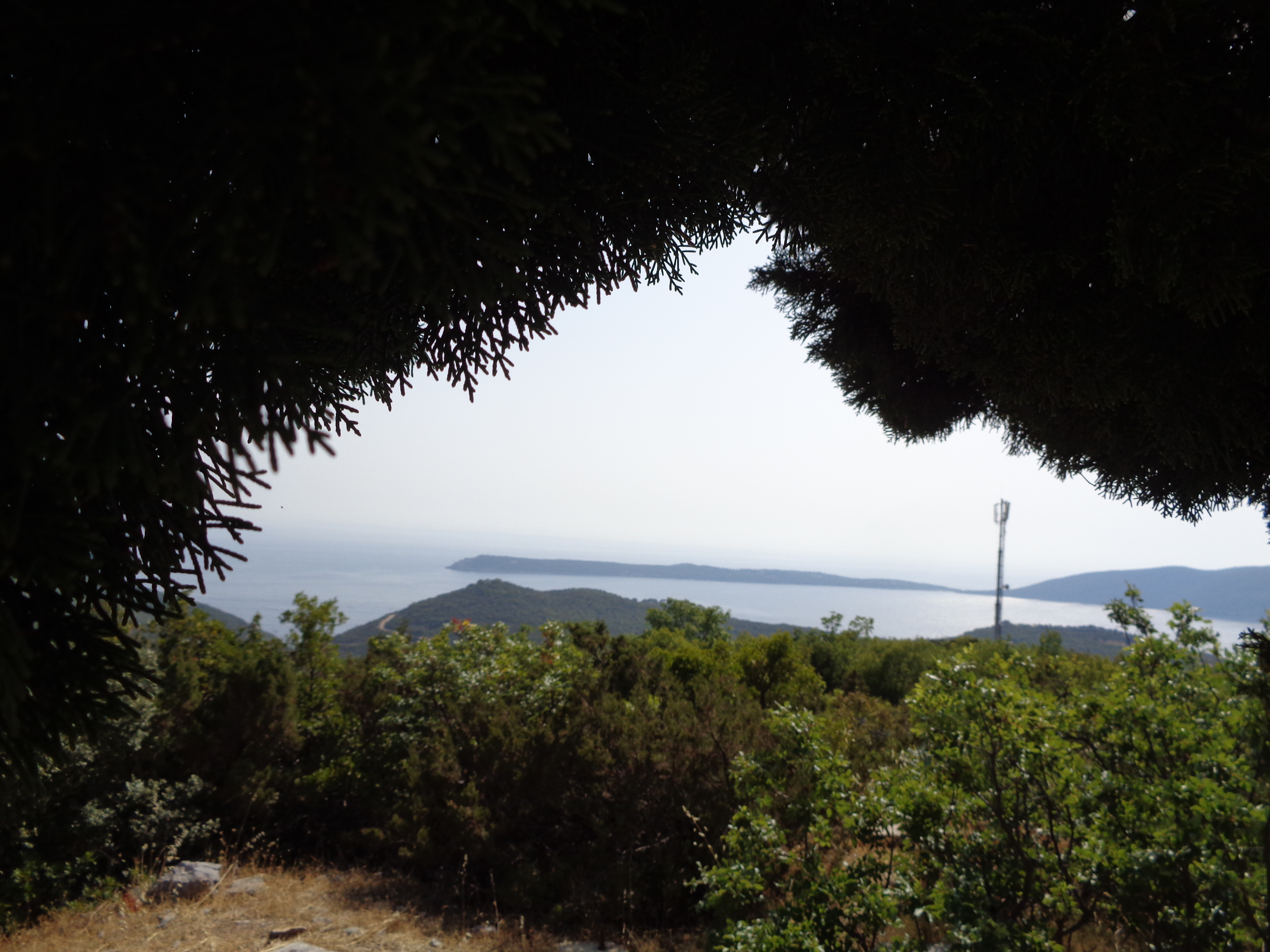
Мис Оштро на півострові Превлака.

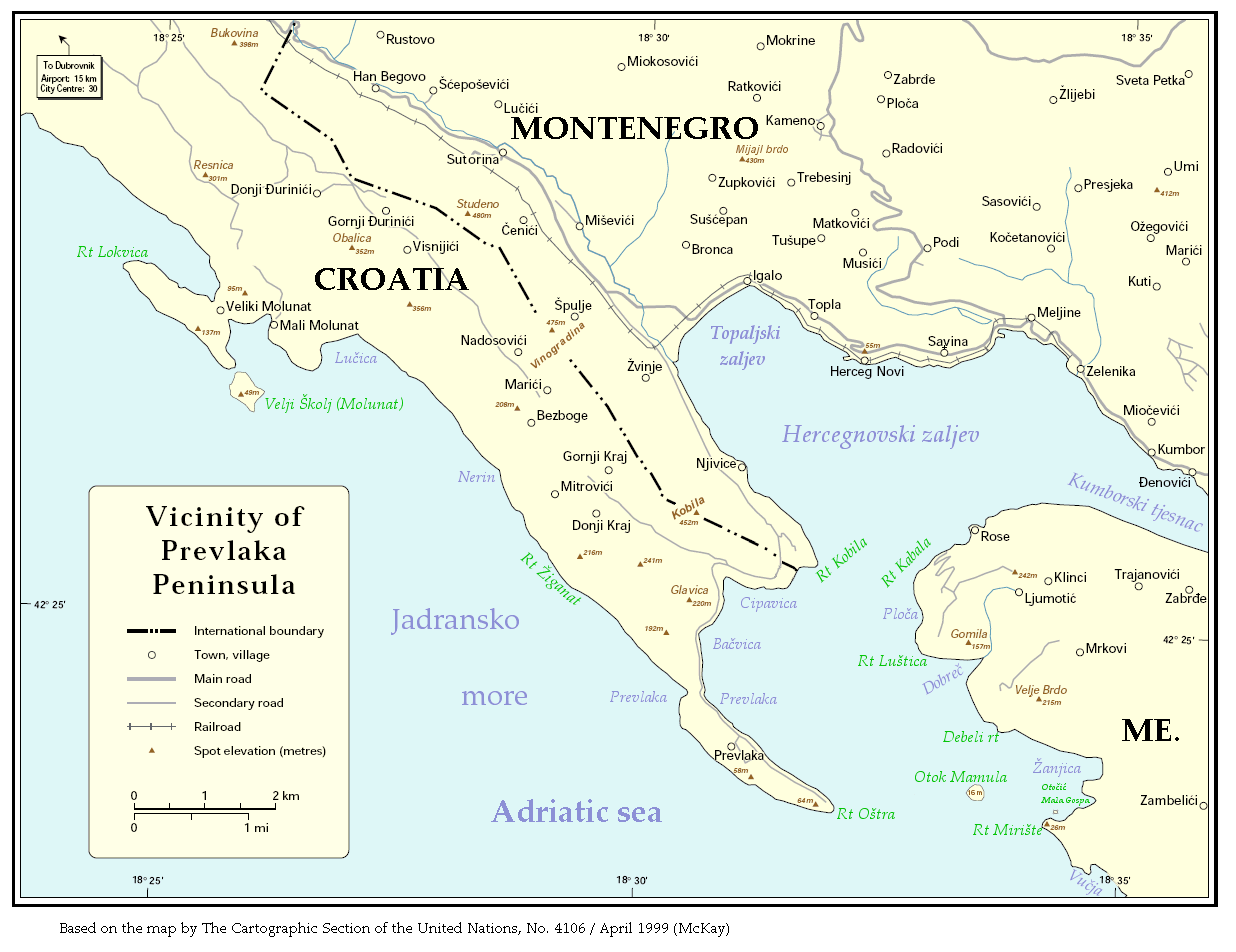
Превлацький півострів зблизька

Превлака (хорв. Prevlaka «волок») — невеликий півострів на півдні Хорватії, біля кордону з Чорногорією, на вході до Которської затоки на східному Адріатичному узбережжі.
Через своє стратегічне положення у південній Адріатиці після розпаду Югославії півострів став предметом територіального спору між Хорватією та Союзною Республікою Югославія — федеративною державою, до складу якої входила Чорногорія. Ескалація військових дій у Хорватії змусила Раду Безпеки ООН включити Превлаку до мандату СООН. Згідно з резолюцією 1038 (1995) Операцію ООН з відновлення довіри на півострові замінили 1996 року на Місію військових спостерігачів ООН, яка діяла до 15 грудня 2002 р., а її тривалість була пов'язана з процесом демілітаризації Превлаки і нерозв'язаністю питання про повернення переселених осіб (резолюція Радбезу ООН 1437 (2002)) Після завершення місії ООН в грудні 2002 року цю територію, яка раніше входила до СР Хорватії, повернули Республіці Хорватія. Обидві сторони підписали угоду за п'ять днів до від'їзду Місії військових спостерігачів ООН, яка, демілітаризувавши Превлаку, фактично зробила її нейтральною територією, хоча цей процес все ще має тимчасовий характер.